# Carlo Pio d'Asburgo-Lorena
Carlo Pio d'Asburgo-Lorena, conosciuto in Spagna come Carlos Pio de Habsburgo-Lorena y de Borbón (Vienna, 4 dicembre 1909 – Barcellona, 24 dicembre 1953), fu un membro del ramo toscano della Casa imperiale d'Asburgo e pretendente carlista al trono spagnolo, con il nome di Carlo VIII.

## Biografia

### Nascita e infanzia
Carlo Pio nacque a Vienna, come figlio più giovane dell'arciduca Leopoldo Salvatore d'Asburgo-Toscana (1863-1931) e della moglie Bianca di Borbone-Spagna (1868-1949); sua madre era la figlia maggiore di Carlo, duca di Madrid, pretendente carlista al trono spagnolo.
Carlo Pio ricevette al battesimo i nomi di Carlo Pio Maria Adelgonda Bianca Leopoldo Ignazio Raffaele Michele Salvatore Cirillo Angelo Barbara; furono suoi padrini il papa Pio X e l'infanta Adelgonda di Braganza, contessa di Bardi.
Carlo crebbe nel Palais Toskana che si trovava in Argentinierstrasse a Vienna. Nel 1919 il governo repubblicano dell'Austria confiscò tutte le proprietà degli Asburgo e Carlo Pio si trasferì con la sua famiglia a Tenuta Reale, una villa di proprietà della famiglia materna nei pressi di Viareggio; in seguito traslocarono a Barcellona e nel 1926 ricevette la nazionalità spagnola.
Dopo aver terminato gli studi superiori Carlo Pio si iscrisse alla scuola d'ingegneria industriale; fece ritorno in Austria nei prima anni 1930 e si unì all'Heimwehr, una milizia conservativa che ingaggiava battaglie di strada contro i comunisti e i socialisti.

### Icruzadistas
Nel 1932 una sezione del movimento carlista, chiamata cruzadistas dal nome della rivista El Cruzado Español, iniziò a focalizzare le speranze per il futuro del carlismo sui figli di Bianca de Castilla di Borbone. A quell'epoca il pretendente carlista al trono spagnolo, Alfonso Carlo, duca di San Jaime, uno prozio di Carlo Pio, aveva superato gli ottant'anni e non aveva generato eredi; allo stesso tempo non esistevano altri discendenti in linea maschile del primo pretendente carlista, Carlo Maria Isidoro di Borbone-Spagna, noto come Carlo V. I cruzadistas (assieme alla maggioranza dei carlisti) consideravano Alfonso XIII, re costituzionale di Spagna, e i suoi figli esclusi dalla successione per via del loro liberalismo; essi ritenevano parimenti esclusi dalla successione anche i membri maschi cadetti della Casa di Borbone. Altri ancora, come i Borbone delle Due Sicilie, non erano da considerare perché avevano riconosciuto Alfonso come re costituzionale di Spagna, mentre altri, come i Borbone di Parma, dovevano essere esclusi per via della nazionalità francese.
Dal momento che i cruzadistas pensavano non esistessero membri maschi della Casa di Borbone idonei a succedere al trono spagnolo, essi arrivarono a sostenere che le pretese carliste dovessero passare, alla morte di Alfonso Carlo, ai figli della sua più vicina parente donna, Bianca de Castilla, nipote di Alfonso Carlo, dal momento che era figlia del fratello maggiore di quest'ultimo. Questa fu una visione minoritaria all'interno del movimento carlista che venne condannata dallo stesso Alfonso Carlo.
Mentre il Duca di San Jaime era ancora in vita, Bianca de Castilla ed i figli, tra cui Carlo Pio, erano ancora esitanti nel far valere le proprie pretese; alla morte del prozio nel 1936, Carlo Pio inizialmente supportò il reggente della Comunione Carlista, il principe Saverio di Borbone-Parma, designato dal defunto Alfonso Carlo. Nelle confuse circostanze della guerra civile spagnola, Carlo Pio non fece alcuna pretesa precisa al trono.

### Pretendente carlista
Il 29 giugno 1943 l'Arciduca pubblicò un manifesto nel quale dichiarava di essere il legittimo successore al trono di Spagna; all'epoca aveva ancora tre fratelli maggiori in vita, nessuno dei quali aveva mostrato interesse nel pretendere la corona iberica per sé. Nel 1947, a New York, Leopoldo e Francesco Giuseppe, i fratelli maggiori di Carlo Pio, rinunciarono formalmente ai loro diritti successori; nel 1948 l'altro fratello, Antonio, declinò verbalmente le proprie pretese a Barcellona. In seguito, dopo la morte di Carlo Pio, tanto Antonio quanto Francesco Giuseppe riavanzarono le loro rivendicazioni, tanto che il figlio di Antonio, Domenico, è l'attuale pretendente.
Carlo Pio venne riconosciuto dai suoi sostenitori come Carlo VIII; il movimento che lo sosteneva venne perciò denominato carloctavismo. Egli utilizzò il titolo di Duca di Madrid, come già aveva fatto il nonno materno. Carlo Pio ricevette l'aiuto ed il sostegno di alcuni dei più conservatori tra i leader carlisti e, in una qualche misura, anche dagli ufficiali del generale Franco del Movimiento Nacional. I seguaci di Saverio di Borbone-Parma, ritenevano che il supporto dei franchisti fosse semplicemente un tentativo di dividere i carlisti ed indebolirli.
L'arciduca Carlo Pio si trasferì ad Andorra e poi fece ritorno a Barcellona. Tra il 1944 ed il 1951 egli dispensò quattordici titoli nobiliari e nominò dei membri dell'Ordine della Legittimità Proscritta e dell'Ordine di Santa Maria del Giglio di Navarra; istituì inoltre una nuova onorificenza al merito, dedicandola a San Carlo Borromeo. Nel 1952 egli conferì il collare di questo ordine al generale Franco e la gran croce al cardinale Federico Tedeschini, legato papale presso il Congresso Eucaristico Internazionale di Barcellona.

## Matrimonio
L'8 maggio 1938, nella cattedrale di Santo Stefano a Vienna, Carlo Pio sposò Christa Satzger de Bálványos (1914-2001), figlia di Geza Satzger de Bálványos e della moglie Maria Alexandrina Friedmann. Il matrimonio fu morganatico e quindi i figli nati dall'unione non posseggono alcun diritto dinastico.
Ebbero due figlie:
- Alessandra Bianca d'Asburgo-Lorena (20 gennaio 1941), sposò Jose Maria Riera, ebbero tre figli;
- Maria Immacolata Pia d'Asburgo-Lorena (3 luglio 1945)[2], sposò John Dobkin, ebbero tre figli[3].

Il 30 novembre 1990 Alessandra e Maria Immacolata ricevettero il titolo di contesse d'Asburgo dall'arciduca Otto.
Christa si separò dal marito nel 1949; nel dicembre 1950 gli ex coniugi ricevettero il divorzio civile a Reno, in Nevada; il 4 gennaio 1951 Carlo Pio iniziò un processo con il quale richiese un decreto ecclesiastico di nullità del matrimonio, ma la causa non era ancora stata conclusa alla sua morte.

## Morte
Carlo Pio morì per un'emorragia cerebrale il 24 dicembre 1953 a Barcellona; furono celebrate numerose messe funebri in sua memoria, tra cui quella del 16 gennaio 1954 a Madrid, cui presenziarono molti ufficiali del governo e membri dei corpi diplomatici. Venne sepolto nel monastero di Santa Maria di Poblet.

## Ascendenza
|                                         |                                  |                                       | Genitori                            |  |  | Nonni |  |  | Bisnonni               |  |  | Trisnonni                 |  |
|                                         |                                  |                                       |                                     |  |  |       |  |  | Leopoldo II di Toscana |  |  | Ferdinando III di Toscana |  |
|                                         |                                  |                                       |                                     |  |  |       |  |  | Leopoldo II di Toscana |  |  | Ferdinando III di Toscana |  |
|                                         |                                  | Luisa Maria Amalia di Borbone-Napoli  |                                     |  |  |       |  |  | Leopoldo II di Toscana |  |  |                           |  |
| Carlo Salvatore d'Asburgo-Lorena        |                                  |                                       |                                     |  |  |       |  |  | Leopoldo II di Toscana |  |  |                           |  |
|                                         |                                  | Maria Antonia di Borbone-Due Sicilie  | Francesco I delle Due Sicilie       |  |  |       |  |  |                        |  |  |                           |  |
|                                         |                                  | Maria Antonia di Borbone-Due Sicilie  | Francesco I delle Due Sicilie       |  |  |       |  |  |                        |  |  |                           |  |
|                                         |                                  | Maria Antonia di Borbone-Due Sicilie  | Maria Isabella di Borbone-Spagna    |  |  |       |  |  |                        |  |  |                           |  |
| Leopoldo Salvatore d'Asburgo-Lorena     |                                  | Maria Antonia di Borbone-Due Sicilie  |                                     |  |  |       |  |  |                        |  |  |                           |  |
|                                         |                                  | Ferdinando II delle Due Sicilie       | Francesco I delle Due Sicilie       |  |  |       |  |  |                        |  |  |                           |  |
|                                         |                                  | Ferdinando II delle Due Sicilie       | Francesco I delle Due Sicilie       |  |  |       |  |  |                        |  |  |                           |  |
|                                         |                                  | Ferdinando II delle Due Sicilie       | Maria Isabella di Borbone-Spagna    |  |  |       |  |  |                        |  |  |                           |  |
| Maria Immacolata di Borbone-Due Sicilie |                                  | Ferdinando II delle Due Sicilie       |                                     |  |  |       |  |  |                        |  |  |                           |  |
|                                         |                                  | Maria Teresa d'Asburgo-Teschen        | Carlo d'Asburgo-Teschen             |  |  |       |  |  |                        |  |  |                           |  |
|                                         |                                  | Maria Teresa d'Asburgo-Teschen        | Carlo d'Asburgo-Teschen             |  |  |       |  |  |                        |  |  |                           |  |
|                                         |                                  | Maria Teresa d'Asburgo-Teschen        | Enrichetta di Nassau-Weilburg       |  |  |       |  |  |                        |  |  |                           |  |
| Carlo Pio d'Asburgo-Lorena              |                                  | Maria Teresa d'Asburgo-Teschen        |                                     |  |  |       |  |  |                        |  |  |                           |  |
|                                         | Giovanni Carlo di Borbone-Spagna | Carlo Maria Isidoro di Borbone-Spagna |                                     |  |  |       |  |  |                        |  |  |                           |  |
|                                         | Giovanni Carlo di Borbone-Spagna | Carlo Maria Isidoro di Borbone-Spagna |                                     |  |  |       |  |  |                        |  |  |                           |  |
|                                         | Giovanni Carlo di Borbone-Spagna | Maria Francesca di Braganza           |                                     |  |  |       |  |  |                        |  |  |                           |  |
| Carlo Maria di Borbone-Spagna           | Giovanni Carlo di Borbone-Spagna |                                       |                                     |  |  |       |  |  |                        |  |  |                           |  |
|                                         |                                  | Maria Beatrice d'Austria-Este         | Francesco IV d'Austria-Este         |  |  |       |  |  |                        |  |  |                           |  |
|                                         |                                  | Maria Beatrice d'Austria-Este         | Francesco IV d'Austria-Este         |  |  |       |  |  |                        |  |  |                           |  |
|                                         |                                  | Maria Beatrice d'Austria-Este         | Maria Beatrice di Savoia            |  |  |       |  |  |                        |  |  |                           |  |
| Bianca di Borbone-Spagna                |                                  | Maria Beatrice d'Austria-Este         |                                     |  |  |       |  |  |                        |  |  |                           |  |
|                                         |                                  | Carlo III di Parma                    | Carlo II di Parma                   |  |  |       |  |  |                        |  |  |                           |  |
|                                         |                                  | Carlo III di Parma                    | Carlo II di Parma                   |  |  |       |  |  |                        |  |  |                           |  |
|                                         |                                  | Carlo III di Parma                    | Maria Teresa di Savoia              |  |  |       |  |  |                        |  |  |                           |  |
| Margherita di Borbone-Parma             |                                  | Carlo III di Parma                    |                                     |  |  |       |  |  |                        |  |  |                           |  |
|                                         |                                  | Luisa Maria di Borbone-Francia        | Carlo Ferdinando di Borbone-Francia |  |  |       |  |  |                        |  |  |                           |  |
|                                         |                                  | Luisa Maria di Borbone-Francia        | Carlo Ferdinando di Borbone-Francia |  |  |       |  |  |                        |  |  |                           |  |
|                                         |                                  | Luisa Maria di Borbone-Francia        | Carolina di Borbone-Due Sicilie     |  |  |       |  |  |                        |  |  |                           |  |
|                                         |                                  | Luisa Maria di Borbone-Francia        |                                     |  |  |       |  |  |                        |  |  |                           |  |